# Eero Wuori
Eero Aarne Wuori (jusqu'en 1942 Vuori, né le 11 août 1900 à Helsinki et mort le 12 septembre 1966 à Helsinki) est un journaliste et homme politique finlandais.

## Biographie
Eero Wuori est le fils du menuisier Oskar Wuori et de Josefiina Kuntonen. Eero Wuori est élève au lycée normal d'Helsinki jusqu'à ce qu'il doive interrompre sa scolarité en 1918.
De 1938 à 1945, Eero Wuori est le président de l'Organisation centrale des syndicats finlandais (SAK).
En tant que président de la SAK, Eero Wuori a joué un rôle clé dans les fiançailles de janvier (fi) en 1940.
Il a un mandat de ministre représentant le Parti social-démocrate dans le gouvernement Urho Castrén: ministre des transports et des travaux publics (21 septembre 1944 - 17 novembre 1944).
Il a trois mandats de ministre représentant le Parti social-démocrate dans le gouvernement Paasikivi II: ministre des Affaires sociales (16 février 1945 - 17 avril 1945), ministre des Affaires publiques (16 février 1945 - 17 avril 1945), ministre des transports et des travaux publics (17 avril 1945 - 29 septembre 1945) (17 novembre 1944 - 17 avril 1945).
Il a quatre mandats de ministre dans le gouvernement Paasikivi III: ministre au cabinet du Premier ministre (7 août 1945 - 29 septembre 1945), ministre des transports et des travaux publics (17 avril 1945 - 29 septembre 1945) et ministre des Affaires publiques (27 avril 1945 - 29 septembre 1945) et ministre des Affaires sociales (27 avril 1945 - 29 septembre 1945).
Après ses mandats ministériels, il poursuivra une carrière diplomatique et a été représentant à Londres de 1945 à 1947 et Envoyé de 1947 à 1952, ambassadeur à Moscou de 1955 à 1963, ambassadeur à Stockholm de 1964 à 1965, et à la tête du département politique du Ministère des Affaires étrangères.

## Militantisme politique
Eero Wuori a participé, comme agent de maintenance, à la guerre civile finlandaise du côté des rouges et s'est retrouvé à Saint-Pétersbourg, où il a participé à la fondation du Parti communiste finlandais.
Eero Wuori a été militant du parti en Finlande et en Suède.
Il est arrêté et a condamné à un total de dix ans d'emprisonnement, pour la guerre et ses actions communistes, qu'il a passés dans le camp de prisonniers de Tammisaari et celui de Turku (fi).
Il est gracié en 1925, alors qu'il s'est déjà éloigné des communistes.
Après sa libération, Eero Wuori est journaliste (1926–1930) et puis rédacteur en chef en (1930–1938) de Kansan Työ (fi).
Eero Wuori était l'un des critiques les plus éminents de Väinö Tanner au Parti social-démocrate en 1944–1945.
Et à la fin de la guerre de continuation, il a mobilisé le mouvement syndical pour soutenir les négociations de paix avec l'Union soviétique.
Le SKDL a soutenu la candidature d'Eero Wuori au poste de Premier ministre au printemps 1946 quand Juho Kusti Paasikivi est devenu président, mais la majorité du Groupe parlementaire socialiste s'y est opposé.
Selon le livre Pettureita ja patriootteja du professeur Osmo Apunen et de la chercheuse Corinna Wolff, publié en 2009, Eero Wuori a agi à des étapes cruciales de la guerre de continuation en février-octobre 1944 en tant qu '«agent politique» de l'Union soviétique.
Il a fourni des informations secrètes sur les discussions entre le gouvernement, le parlement et le quartier général de guerre au service de renseignement soviétique NKGB.